# Archives de Bordeaux Métropole
Les Archives de Bordeaux Métropole rassemblent les anciens services d'archives de Bordeaux Métropole et des communes d'Ambarès-et-Lagrave, Bassens, Bègles, Blanquefort, Bordeaux (y compris le fonds de l'ancienne commune de Caudéran), Bruges, Le Bouscat, Le Haillan et Pessac. Créé le 1er mars 2016, ce service public est une direction relevant de la Direction générale des ressources humaines et de l'administration générale de Bordeaux Métropole.

## Histoire
Les origines des Archives de la Ville de Bordeaux remontent au Moyen Âge,,,.  Elles suivent la municipalité dans les hôtels de ville successifs pour s'installer en 1836 au palais Rohan. Un service d'archives constitué est créé en 1838, avec la nomination d'Arnaud Detcheverry à la fonction d'archiviste de la Ville.
L'incendie du 13 juin 1862 qui dévaste l'hôtel de ville amoindrit considérablement les fonds ancien et moderne.
Relocalisé en 1939 dans l'Hôtel de Ragueneau, ce service ferme ses portes le 31 décembre 2014 pour déménager en 2015 sur la rive droite, à la pointe de la ZAC Bastide-Niel, dans l'ancienne halle des magasins généraux, réhabilitée et agrandie. 
Le 1er mars 2016, la métropole de Bordeaux (Bordeaux Métropole) et les villes de Bordeaux, de Pessac et de Bruges décident de mutualiser leurs services d'archives respectifs ; ces services sont regroupés en un service commun dénommé Archives Bordeaux Métropole. Le 1er janvier 2019, trois nouvelles communes l'ont rejoint : Ambarès-et-Lagrave, Blanquefort et Le Bouscat. Le 1er janvier 2020, une nouvelle commune le rejoint à son tour : Le Haillan, puis le 1er janvier 2022 Bègles et le 1er janvier 2024 Bassens.
Inauguré le 10 mars 2016, le nouvel hôtel des Archives ouvre au public le 11 mars 2016.

## Les missions des Archives
Elles sont identiques pour tous les services d'archives en France mais la manière de les mettre en œuvre peut quelquefois varier d'un service à l'autre.

### Un service administratif à vocation culturelle
Les missions des Archives sont multiples : 
- Apporter un appui méthodologique auprès des services métropolitains et municipaux dans l'organisation et la gestion de leurs documents d'activité (archives courantes et intermédiaires).
- Collecter les sources de l'histoire de la Métropole de Bordeaux (ex-CUB), de l'histoire de la ville de Bordeaux et des autres communes membres et de leurs habitants auprès des services métropolitains et municipaux, des particuliers, des associations et des entreprises.
- Classer les documents selon leur provenance et leur période, et les inventorier, pour les mettre à la disposition du public.
- Conserver les documents en les préservant et en les restaurant.
- Communiquer et valoriser les documents par la salle de lecture, le service éducatif, les éditions, les expositions et le site Internet.